# Kanton Tournon-sur-Rhône
Der Kanton Tournon-sur-Rhône ist ein französischer Wahlkreis im Département Ardèche in der Region Auvergne-Rhône-Alpes. Er umfasst 13 Gemeinden im Arrondissement Tournon-sur-Rhône und hat sein bureau centralisateur in Tournon-sur-Rhône. Im Rahmen der landesweiten Neuordnung der französischen Kantone wurde er im Frühjahr 2015 um einige Gemeinden verkleinert.

## Gemeinden
Der Kanton besteht aus 13 Gemeinden mit insgesamt 21.826 Einwohnern (Stand: 1. Januar 2022) auf einer Gesamtfläche von 156,45 km²:
| Gemeinde                  | Einwohner 1. Januar 2022 | Fläche km² | Dichte Einw./km² | Code INSEE | Postleitzahl |
| ------------------------- | ------------------------ | ---------- | ---------------- | ---------- | ------------ |
| Boucieu-le-Roi            | 247                      | 8,94       | 28               | 07040      | 07270        |
| Cheminas                  | 413                      | 9,39       | 44               | 07063      | 07300        |
| Colombier-le-Jeune        | 566                      | 15,14      | 37               | 07068      | 07270        |
| Étables                   | 979                      | 15,70      | 62               | 07086      | 07300        |
| Glun                      | 686                      | 7,56       | 91               | 07097      | 07300        |
| Lemps                     | 798                      | 12,18      | 66               | 07140      | 07300        |
| Mauves                    | 1.192                    | 7,05       | 169              | 07152      | 07300        |
| Plats                     | 836                      | 16,25      | 51               | 07177      | 07300        |
| Saint-Barthélemy-le-Plain | 859                      | 19,08      | 45               | 07217      | 07300        |
| Saint-Jean-de-Muzols      | 2.499                    | 10,68      | 234              | 07245      | 07300        |
| Sécheras                  | 517                      | 7,26       | 71               | 07312      | 07610        |
| Tournon-sur-Rhône         | 11.302                   | 21,01      | 538              | 07324      | 07300        |
| Vion                      | 932                      | 6,21       | 150              | 07345      | 07610        |
| Kanton Tournon-sur-Rhône  | 21.826                   | 156,45     | 140              | 0714       | –            |

Bis zur landesweiten Neuordnung der französischen Kantone im März 2015 gehörten zum Kanton Tournon-sur-Rhône insgesamt 17 Gemeinden, diese waren außer den oben genannten noch die vier Gemeinden Arras-sur-Rhône, Eclassan, Ozon und Sarras. Sein Zuschnitt entsprach einer Fläche von 198,24 km2. Er besaß vor 2015 den INSEE-Code 0724.

## Politik
| Vertreter im Departementrat | Vertreter im Departementrat     | Vertreter im Departementrat |
| Amtszeit                    | Namen                           | Partei                      |
| --------------------------- | ------------------------------- | --------------------------- |
| 2015–                       | Christine Four Frédéric Sausset | UMP                         |